# Youth of the European People's Party
Youth of the European People's Party (YEPP) (Europæisk Folkepartis Ungdom) er en paraplyorganisation for en række europæiske politiske ungdomsorganisationer og er den officielle ungdomsgren af Europæisk Folkeparti. YEPP samler over 48 midt-højre-organisationer fra over 35 lande i hele Europa. Organisationen blev grundlagt i 1997 og har udviklet sig til den største politiske ungdomsorganisation i Europa.
Fra Danmark er Konservativ Ungdom medlem, men har tidligere været udmeldt, på trods af at moderpartiet er medlem af European People's party (EPP).Cura Ungdom var tidligere medlem.